# (10211) La Spezia
(10211) La Spezia est un astéroïde de la ceinture principale.

## Description
(10211) La Spezia est un astéroïde de la ceinture principale. Il fut découvert le 6 septembre 1997 à Monte Viseggi par l'observatoire astronomique du Mont Viseggi. Il présente une orbite caractérisée par un demi-grand axe de 2,44 UA, une excentricité de 0,17 et une inclinaison de 2,5° par rapport à l'écliptique.

## Compléments